# 慈山站 (越南)
慈山站（越南语：／*/?）是越南北宁省慈山市的一座鐵路车站，有河同铁路經過，距河内站17公里。铺设有标准轨及米轨共行的混合轨。每天设有DD5/DD6次列车通往河内及同登。